# تپه چغالته
تپه چغالته مربوط به سده‌های میانی دوران‌های تاریخی پس از اسلام است و در شهرستان ازنا، بخش مرکزی، دهستان پاچه لک غربی، ۵۰۰ متری جنوب روستای گرجی واقع شده و این اثر در تاریخ ۲۸ اسفند ۱۳۸۵ با شمارهٔ ثبت ۱۸۲۷۶ به‌عنوان یکی از آثار ملی ایران به ثبت رسیده است.